# Nationaal park Ayubia
Het nationaal park Ayubia (Urdu: ایوبیہ ملی باغ) is een nationaal park van 33,12 km² in het Pakistaanse district Abbottabad in de provincie Khyber-Pakhtunkhwa. Het werd in 1984 uitgeroepen tot nationaal park en het werd vernoemd naar Mohammed Ayub Khan, de tweede president van Pakistan. Het park bestaat uit gematigde naaldwouden en gematigde loofbossen en de het ligt gemiddeld op 2400 m boven zeeniveau. Het nationaal park Ayubia wordt omringd door zeven grote dorpen en drie kleine steden Thandiani, Nathiagali en Khanspur. Het park is ontwikkeld als een resortcomplex uit een combinatie van vier miniresorts Khaira Gali, Changla Gali, Khanspur en Ghora Dhaka in Galyat. Momenteel wordt het park beheerd door het Wildlife and Parks Department van de regering van Khyber-Pakhtunkhwa.

## Geschiedenis
Het nationaal park Ayubia werd in 1984 opgericht in een oostelijke hoek van de Pakistaanse provincie Khyber-Pakhtunkhwa. In 1998 werd het uitgebreid van zijn oorspronkelijke grootte van 1.684 hectare tot 3.312 hectare. Sindsdien wordt het beheerd door het Khyber Pakhtunkhwa Wildlife Department. Het doel van de oprichting was het behoud van de gematigde bossen. Oorspronkelijk had het park een oppervlakte van 3,47 km², maar in 1998 werd het uitgebreid tot 685 hectare. Volgens een volkstelling uit 1996 wonen er in Ayubia en de omliggende dorpen in totaal 18.097 mensen in 2.311 huishoudens.

## Klimaat
Het klimaat van het park is koel in de zomers, maar streng in de winters. Terwijl het in mei en juni nog rustig warm is, begint de kou wanneer eind juli en begin augustus de moessons losbarsten. In de winters neemt de kou geleidelijk in hevigheid toe totdat de westenwinden regen brengen, die uiteindelijk in sneeuw verandert. Het park blijft in het laatste deel van de winter met sneeuw bedekt.

## Wilde dieren
In het park groeien 104 plantensoorten. De belangrijkste bloemsoorten zijn himalayaceder, Pinus wallichiana, Taxus, zilverspar, paardenkastanje en eik. Ongeveer 21 planten uit 19 families staan bekend om hun geneeskrachtige eigenschappen. Veel van deze planten worden gebruikt bij de behandeling van geelzucht, maagzweren, slangenbeten, inwendige infecties, diabetes, psoriasis en nog veel meer. Van sommige planten wordt ook gezegd dat ze een anticarcinogene werking hebben. Sommige planten worden ook gebruikt als biologische insecticiden en pesticiden, vooral omdat ze insecten afweren. Het Wereld Natuur Fonds heeft hier een ethnobotanisch initiatief gelanceerd “om het duurzame gebruik van plantenbronnen te demonstreren als een middel om de biodiversiteit te beschermen. Er leven 23 zoogdieren, 203 vogels en 13 herpetofauna in het park. 
Zoogdieren die in het park voorkomen zijn onder andere:
- Bengaalse tijgerkat (Prionailurus bengalensis himalayana)
- Eoglaucomys fimbriatus
- Goudjakhals (Canis aureus indicus)
- Hyperacrius wynnei
- Indische panter (Panthera pardus millardi)
- Kasjmirbosmuis (Apodemus rusiges)
- Laatvlieger (Eptesicus serotinus)
- Loewak (Paradoxurus hermaphroditus isabellinus)
- Maleise bonte marter (Martes flavigula flavigula)
- Pipistrellus javanicus himalayensis
- Rattus pyctoris
- Resusaap (Macaca mulatta villosa)
- Rhinolophus macrotis
- Rode vos (Vulpes vulpes griffithi)
- Sus scrofa davidi
- Tagoean (Petaurista petaurista albiventer)
- Wards bosmuis (Apodemus wardi)
- Witsnorpalmroller (Paguma larvata himalayana)
- Witstaartstekelvarken (Hystrix indica blandfordi)

Enkele van de vogelsoorten van Ayubia zijn:
- Nepalfazant (Lophura leucomelanos hamiltonii)
- Koklasfazant (Pucrasia macrolopha biddulphi)
- Wigstaartpapegaaiduif (Treron sphenurus)
- Hodgsons duif (Columba hodgsonii)
- Parelhalstortel (Spilopelia chinensis)
- Grote baardvogel (Megalaima virens)
- Himalayakoekoek (Cuculus saturatus)
- Indische slangenarend (Spilornis cheela)
- Besrasperwer (Tachyspiza virgata)
- Steenarend (Aquila chrysaetos daphanea)
- Himalayakroonmees (Machlolophus xanthogenys)
- Witwangstaartmees (Aegithalos leucogenys)
- Kashmirboomklever (Sitta cashmirensis)

### Important Bird Area
Het park is aangewezen als Important Bird Area door BirdLife International vanwege het belang voor significante populaties van Kashmirboomklever, oranje goudvink, Wallichs fazant en zwartkapsaterhoen.

## Beheer
Het park wordt beheerd door het Khyber Pakhtunkhwa Wildlife Department onder de Khyber Pakhtunkhwa Wildlife Act van 1975. Het hoofdkwartier van het park is in Dunga Gali, dat op een afstand van 50 km van Abbottabad en 25 km van Murree ligt.

## Toerisme
Op zo'n 26 kilometer van de toeristische trekpleister Murree Hill Station komen jaarlijks meer dan 100.000 toeristen naar het nationaal park Ayubia en de omliggende plaatsen. Het staat bekend om zijn picknickplaatsen. Dit nationale park beschikt ook over het “Pipeline Walking Track” dat van Ayubia naar Nathiagali loopt en 4 kilometer lang is.
Aangezien er 7 dorpen en 4 grote steden omheen liggen en dit gebied jaarlijks een zeer groot aantal toeristen trekt, is er een groot aantal hotels en restaurants rondom het park. Naast ruiterpaden, wandelplekken, picknickplekken en motels is er een stoeltjeslift in Ayubia die de toeristen naar een nabijgelegen top brengt, Mukeshpuri genaamd, voor een uitzicht over de beboste heuvels. Deze stoeltjeslift was de eerste recreatiefaciliteit in zijn soort in Pakistan en is nog steeds een grote trekpleister voor binnenlandse toeristen.

## Galerij

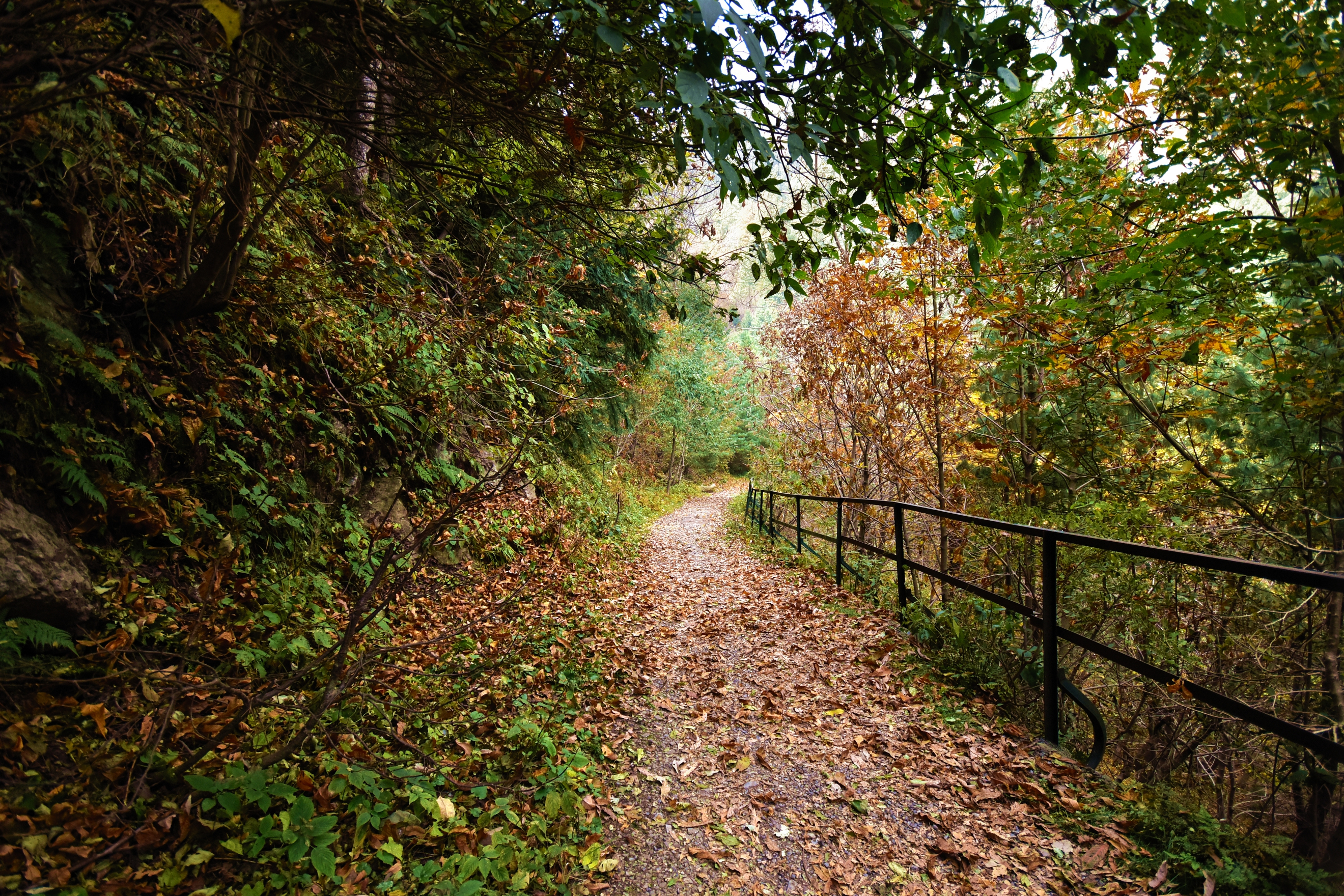
Pipeline Track, Nationaal park Ayubia
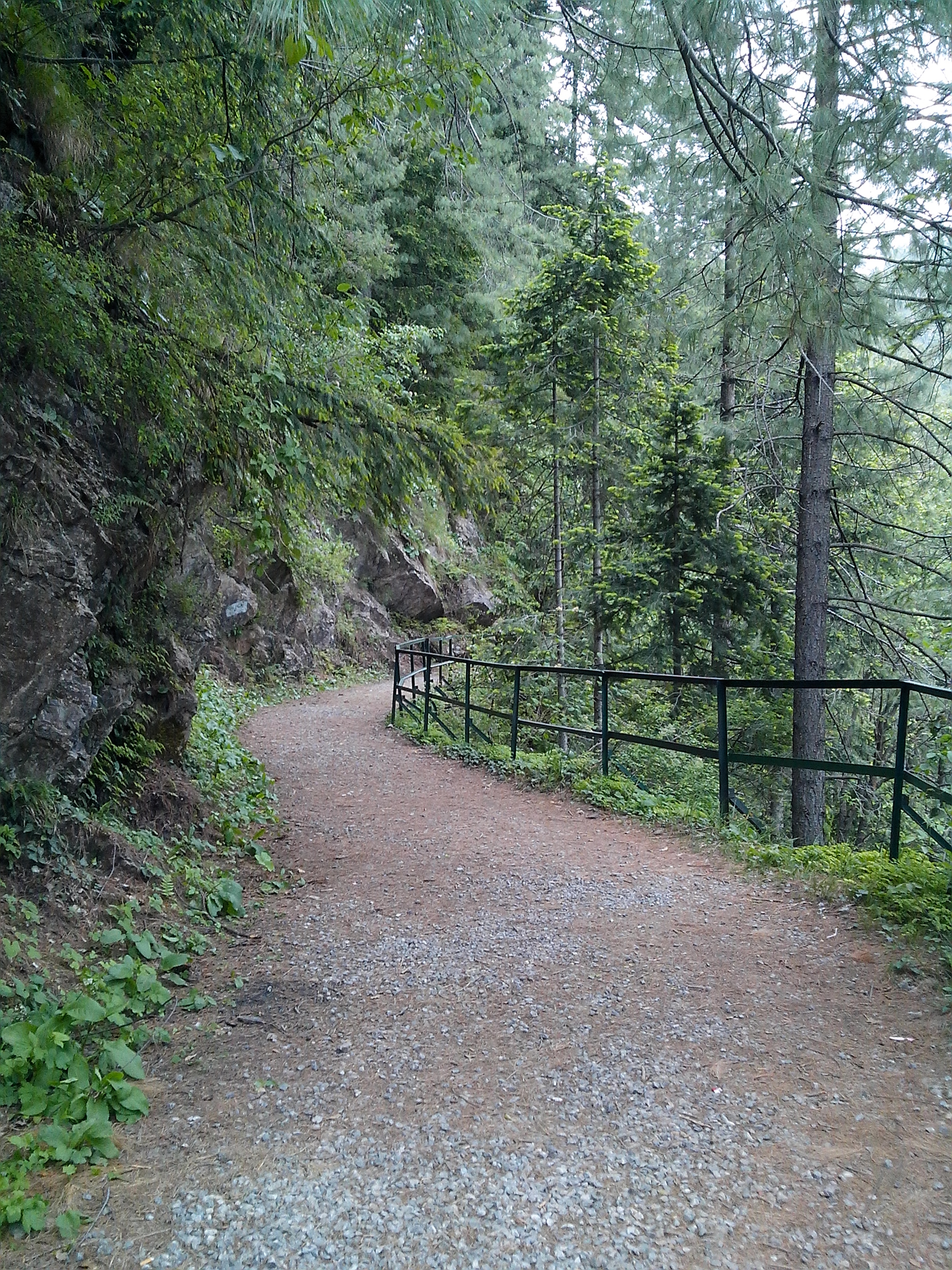
Pipeline Track in Ayubia
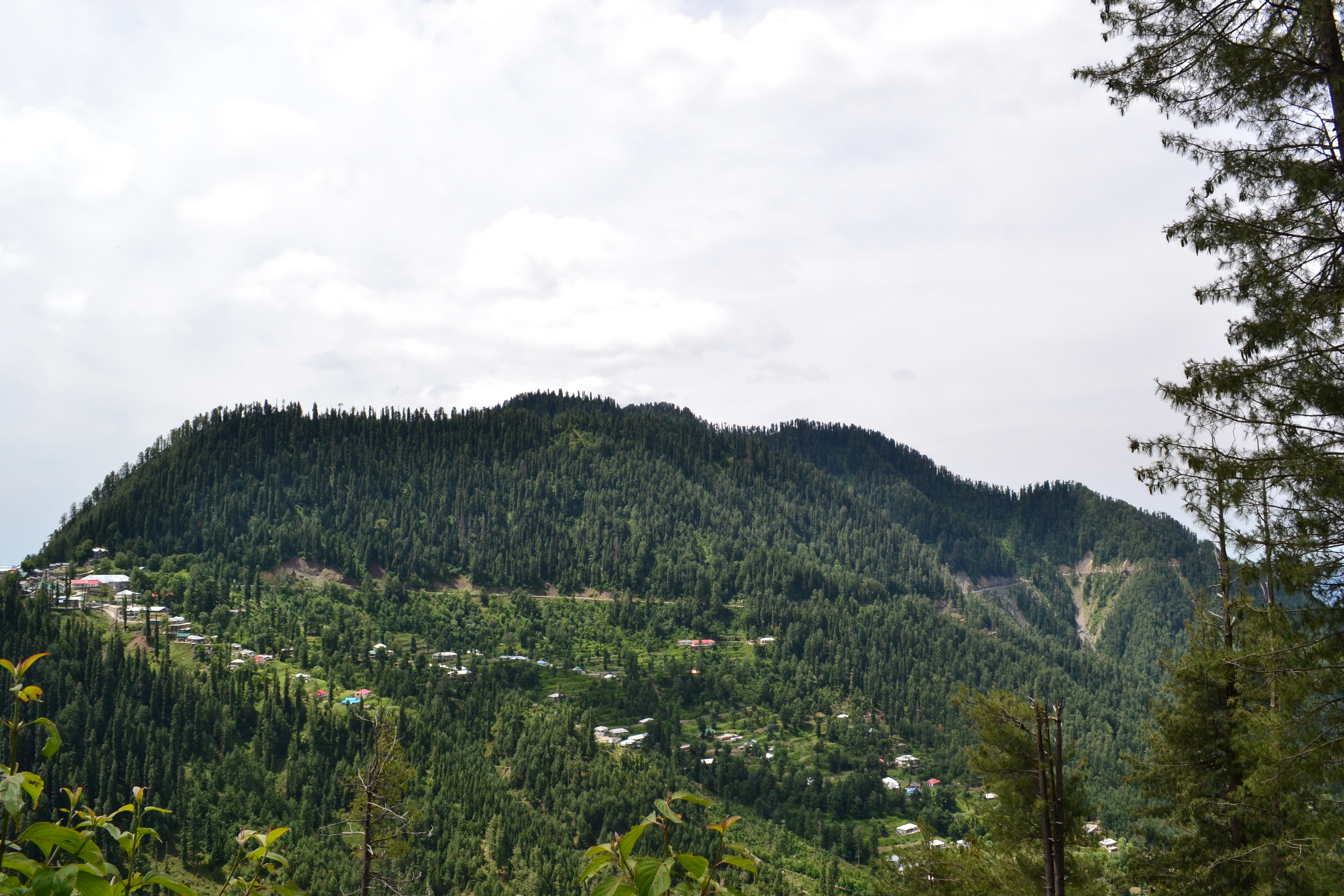
Panoramisch zicht op Tilla Donga
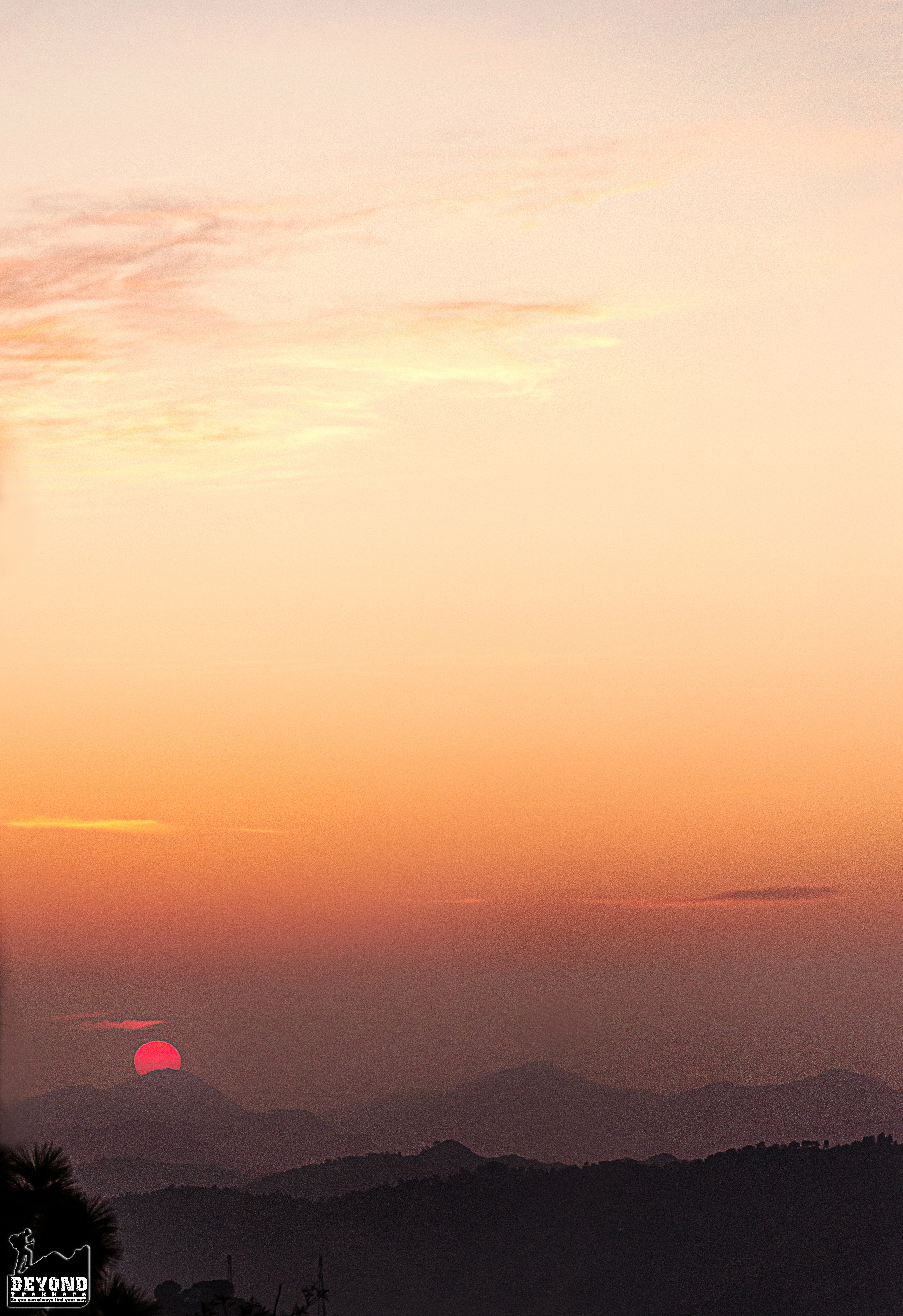
Zonsondergang in Ayubia
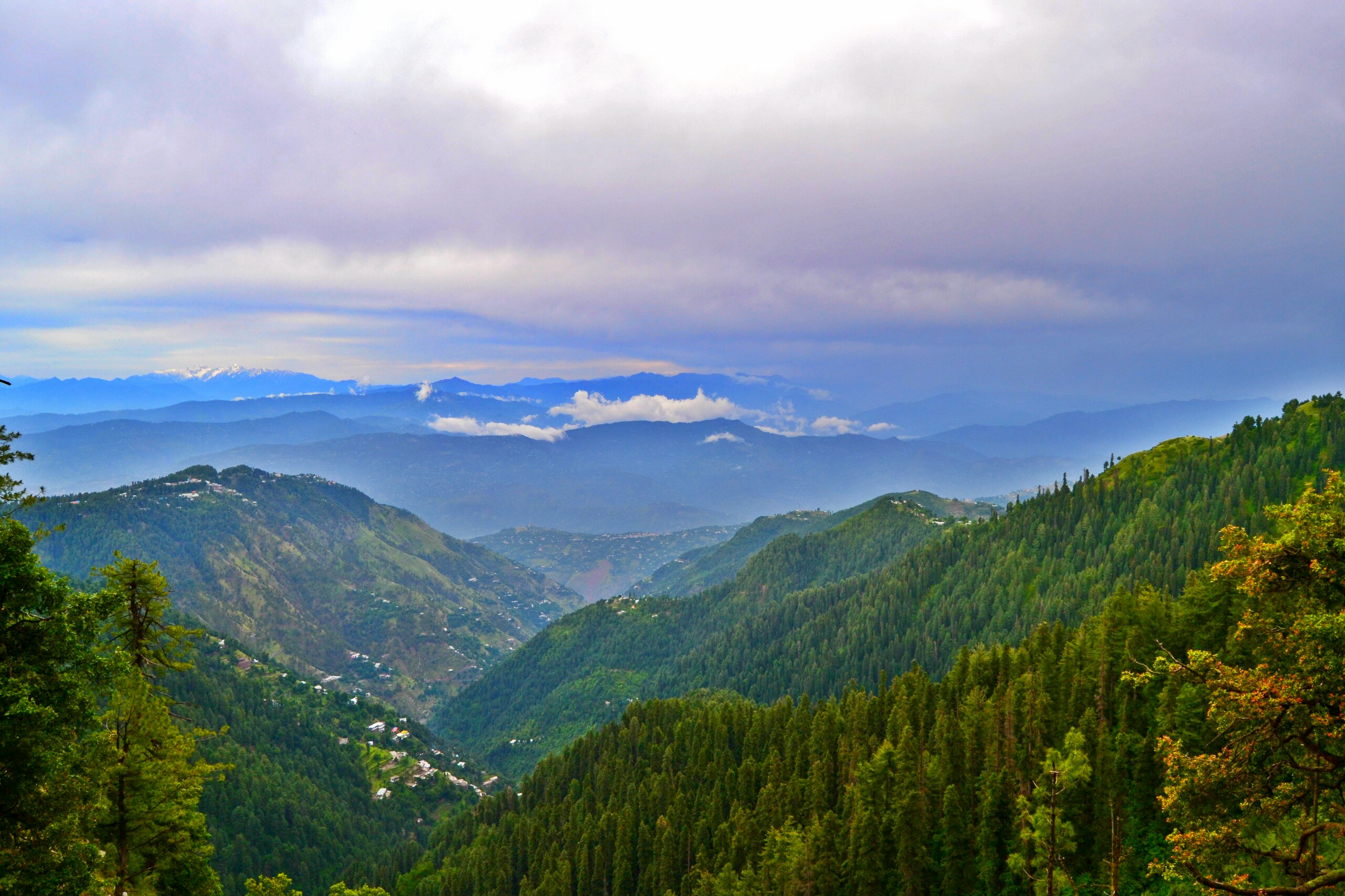
Gletsjers, bergen, valleien en heuvels
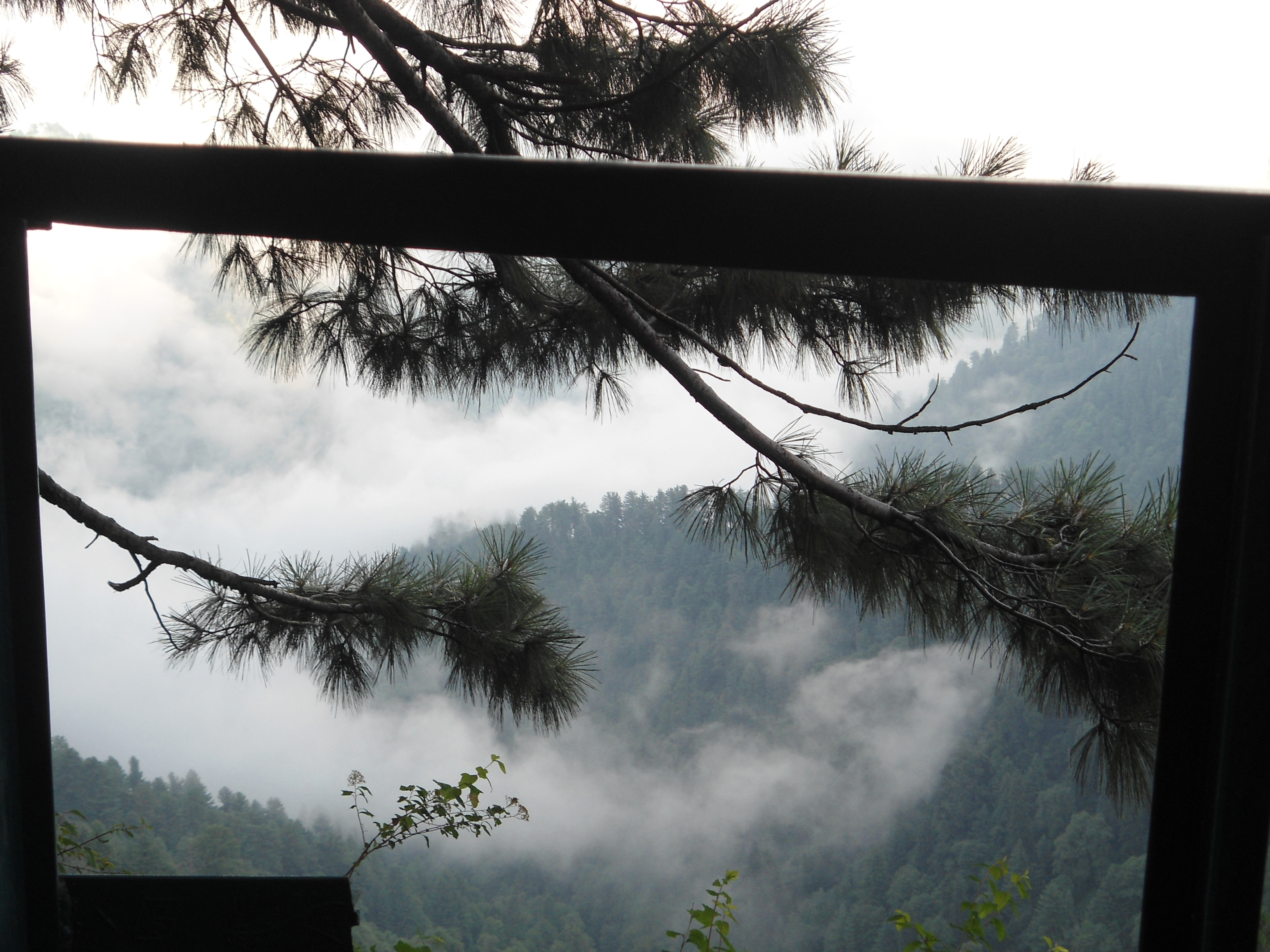
Wandelpad tussen Donga Gali en Ayubia, bekend als Ayubia National Park Track.
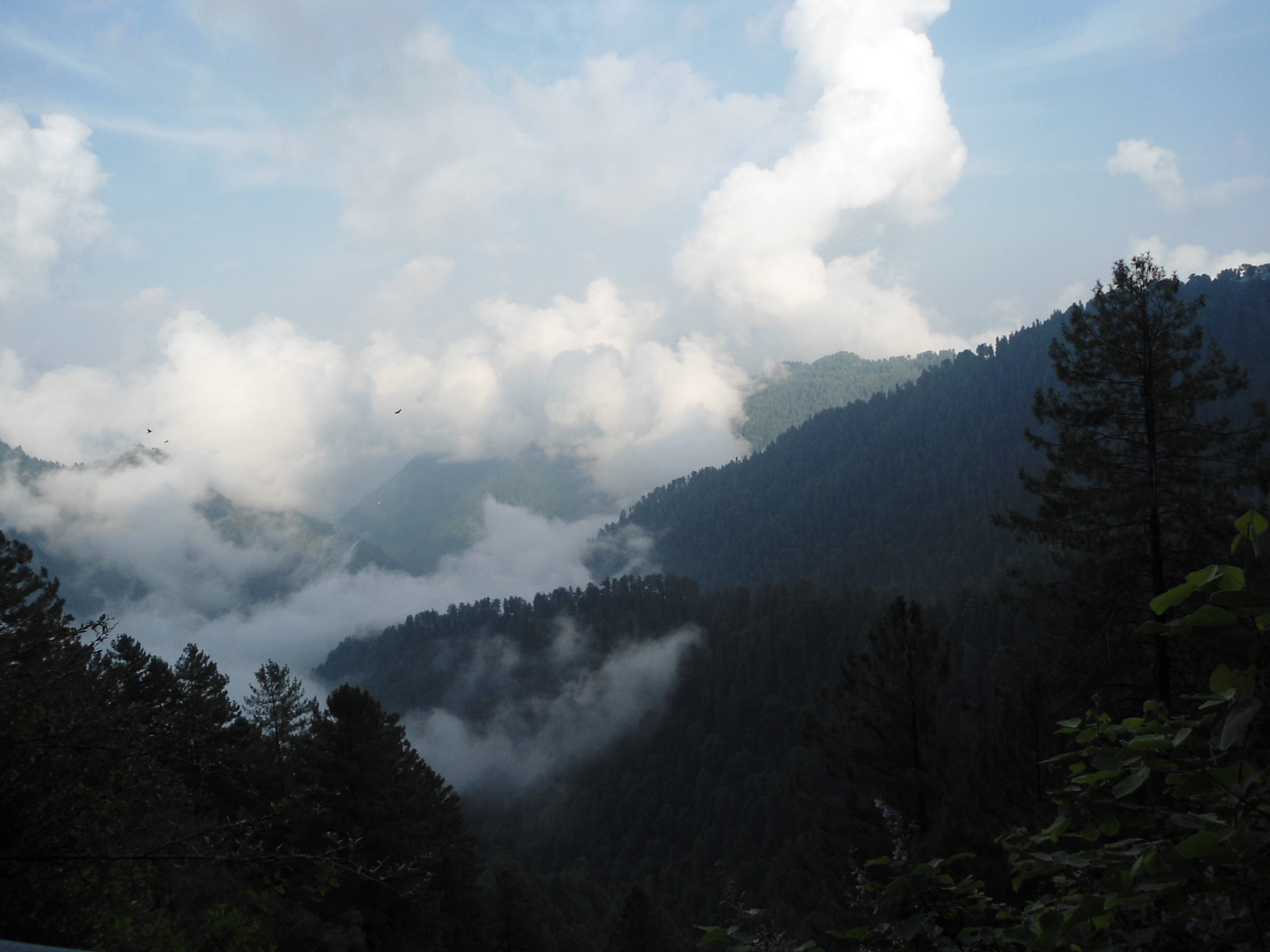
Zicht op de bergen vanaf de track.
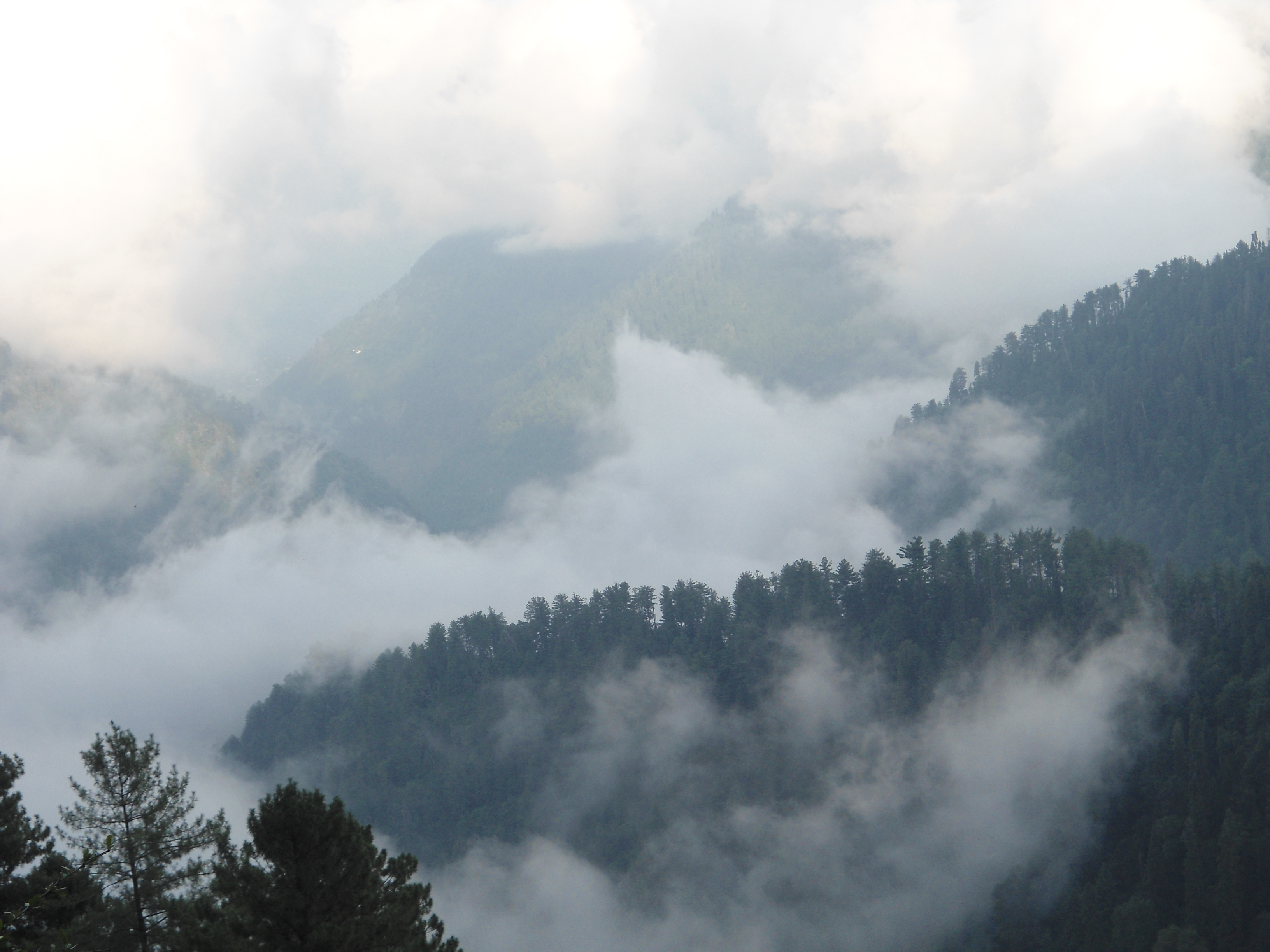
Zicht op de wolken in de vallei, gezien vanaf de track
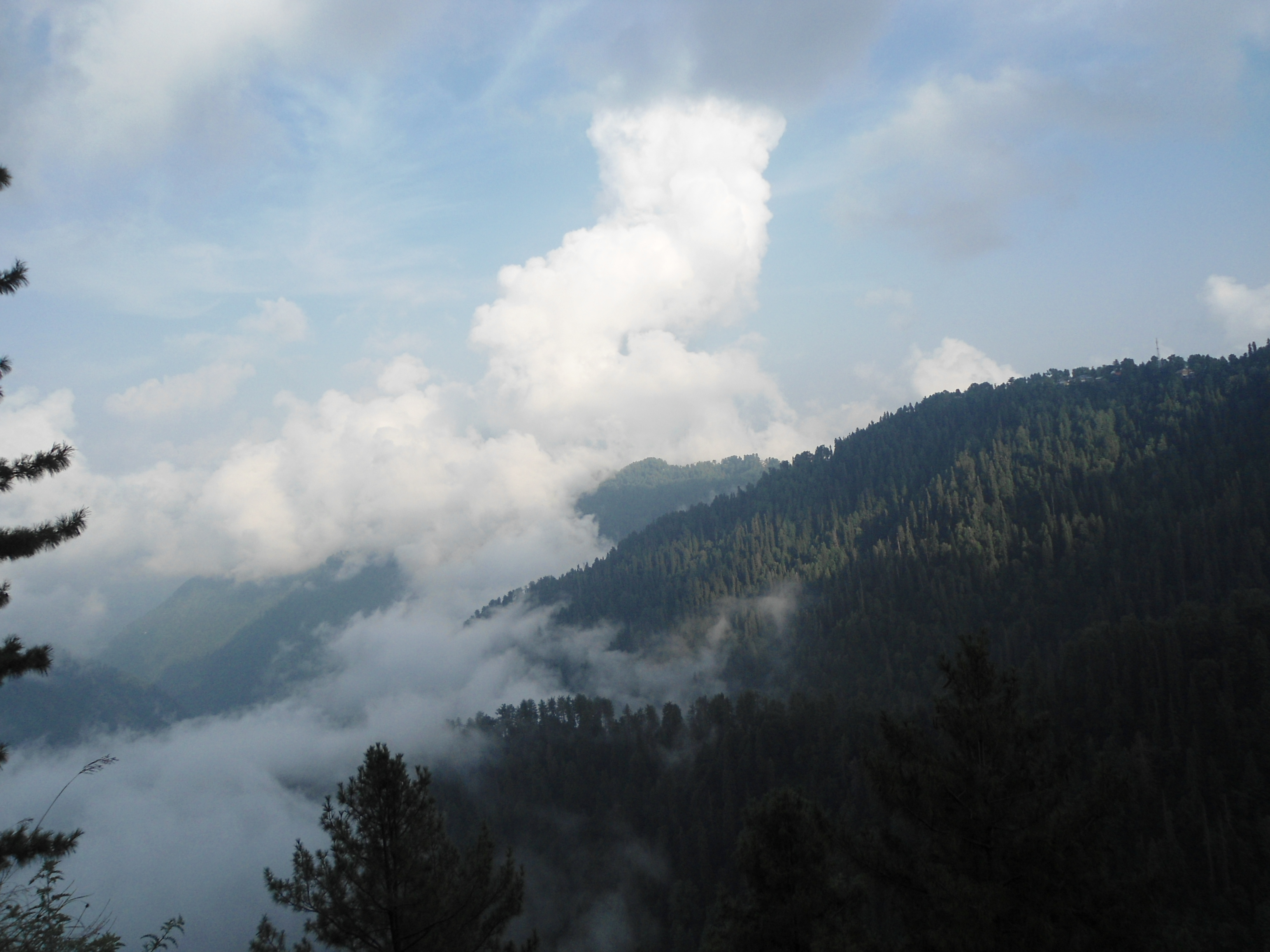
Zicht op de wolken in de vallei, gezien vanaf de track
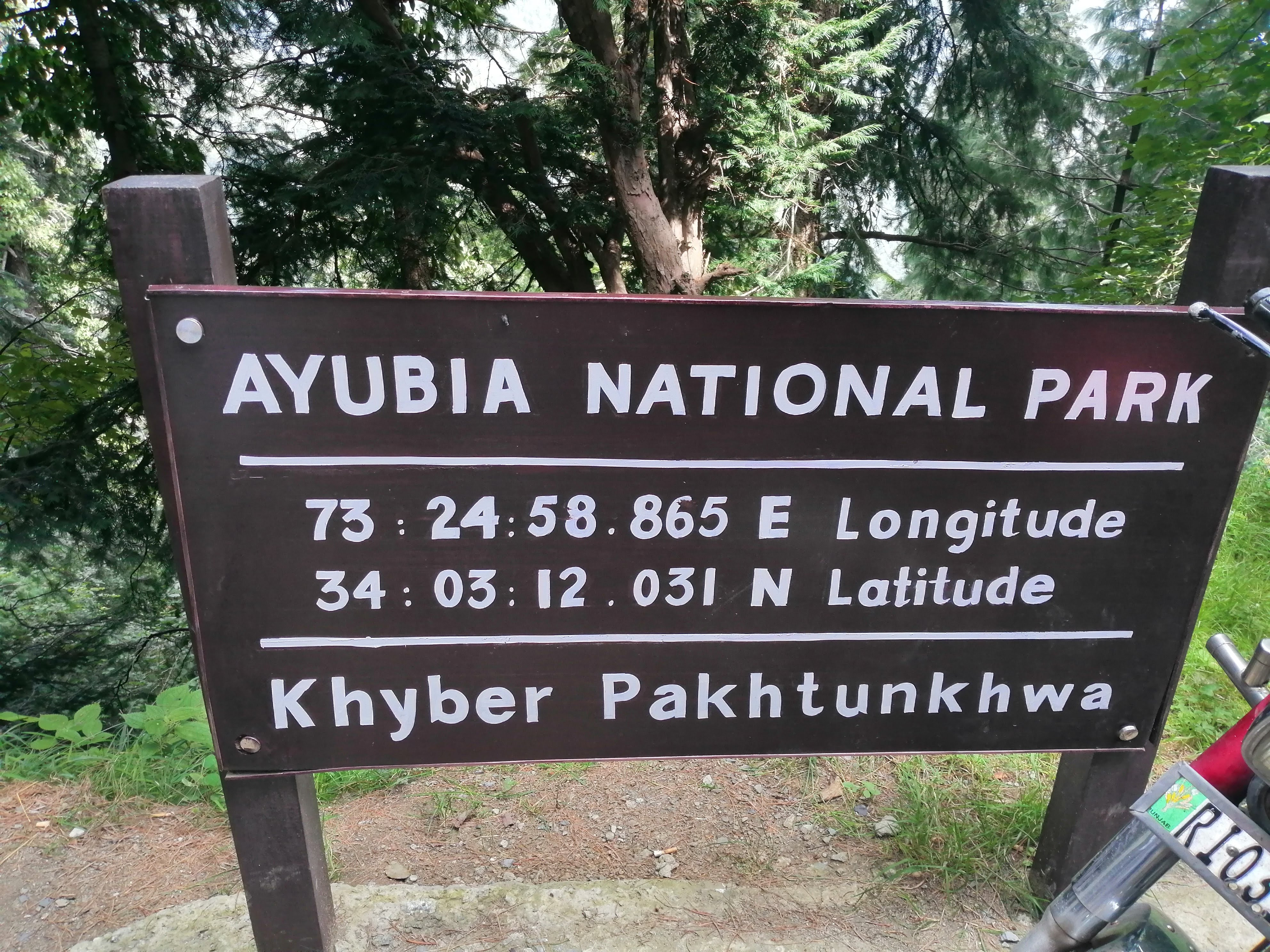
Een bord bij de ingang van de Pipeline Track.
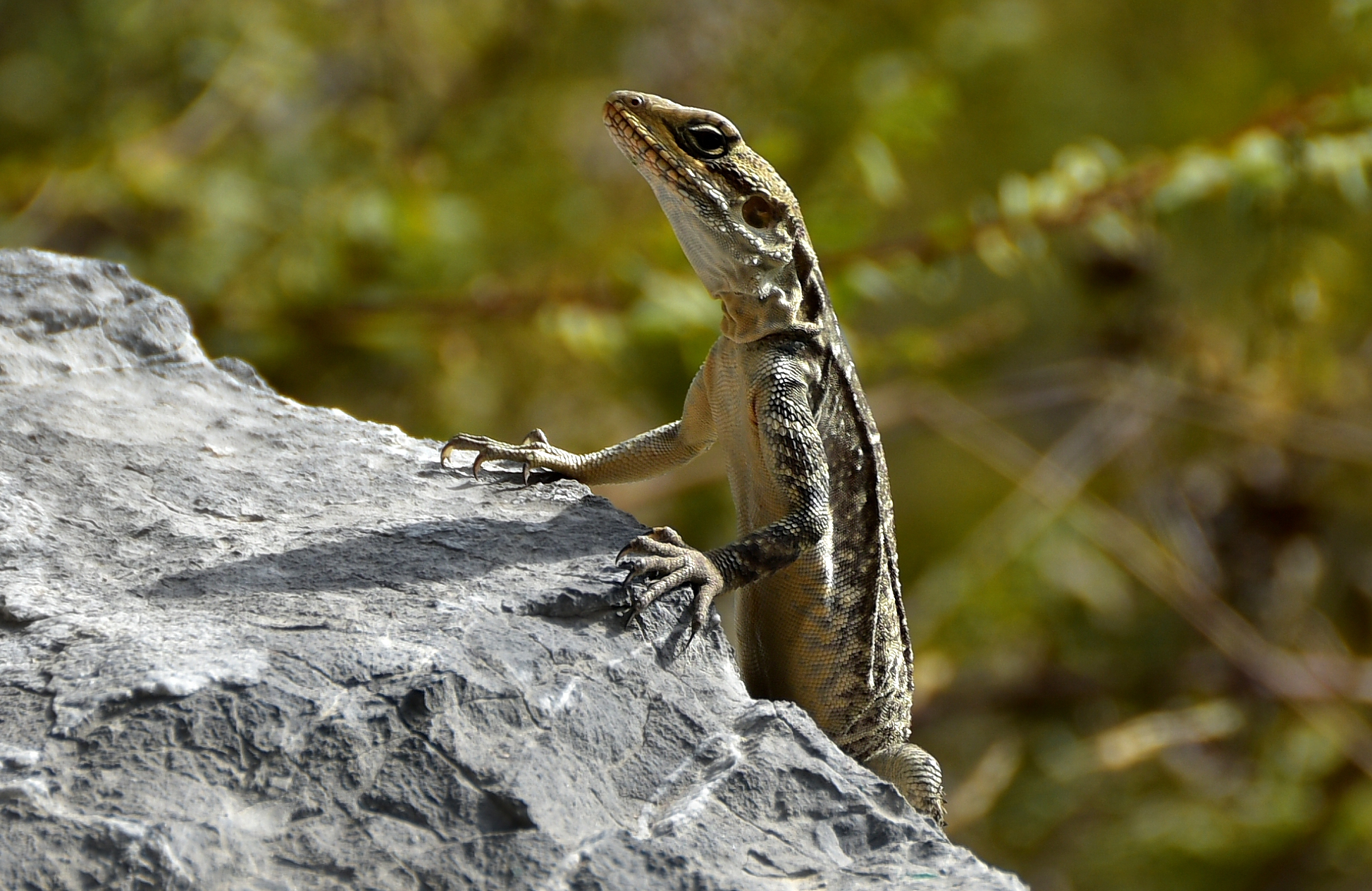
Laudakia tuberculata in het park